# Квазитрохоида
Квазитрохоида (от лат. quasi — нечто вроде, как будто, и греч. τροχοειδής — колесообразный) — плоская трансцендентная кривая, по форме напоминающая трохоиду, но отличающаяся тем, что центр вращения перемещается по произвольной траектории, радиус и частота вращения могут изменяться во времени по любому закону.
Квазитрохоиды имеют большое значение и широко используются в технике. Например, кривые, образуемые круговым движением и одновременно плоско-параллельным перемещением фрезы в станке с ЧПУ; движение летательного аппарата, перемещающегося в пространстве и вращающегося вокруг своей оси; траектория заряженной частицы в неоднородном и нестационарном электромагнитном поле.
Уравнение обычной трохоиды на плоскости записывается как:
{\displaystyle \left\{{\begin{matrix}x(t)=x_{0}+v_{x}t+R\cos(\omega t+\theta _{0})\\y(t)=y_{0}+v_{y}t+R\sin(\omega t+\theta _{0})\end{matrix}}\right.} (3)
где: {\displaystyle x_{0},y_{0}} — координаты начального положения центра вращения; {\displaystyle v_{x},v_{y}} — проекции скорости центра вращения; {\displaystyle \omega } — циклическая частота вращения; {\displaystyle \theta _{0}} — начальная фаза вращения.
Уравнение квазитрохоиды на плоскости записывается как:
{\displaystyle \left\{{\begin{matrix}x(t)=x_{c}(t)+R(t)\cos(\theta (t))\\y(t)=y_{c}(t)+R(t)\sin(\theta (t))\end{matrix}}\right.} (2)
где: {\displaystyle x_{c}(t),y_{c}(t)} — координаты поступательной составляющей (центра вращения); {\displaystyle R(t)} — радиус вращения; {\displaystyle \theta (t)} — фаза вращения; {\displaystyle d\theta /dt=\omega (t)} — угловая частота вращения; Нестационарные параметры {\displaystyle x_{c}(t),y_{c}(t),R(t),\theta (t)} сигнала (2) в общем случае могут изменяться совершенно произвольно.
Для упрощения используется комплексная форма записи параметрических уравнений (2). Полагая {\displaystyle z(t)=x(t)+iy(t)}, можно записать:
{\displaystyle z(t)=z_{c}(t)+R(t)\exp \left(i\theta (t)\right)} (3)